# قهرمانی وزنه‌برداری جهان ۱۸۹۸
قهرمانی وزنه‌برداری جهان ۱۸۹۸ دومین دوره از رقابت‌های قهرمانی جهان می‌باشد که ۳۱ ژوئیه ۱۸۹۸ در لندن، بریتانیا برگزار گردید. در این دوره ۱۱ ورزشکار مرد از ۳ کشور رقابت کردند.

## خلاصه مدال‌ها
| رویداد   | طلا          | نقره          | برنز           |
| وزن آزاد | Wilhelm Türk | Eduard Binder | جورج هاکن‌اشمیت |

## جدول مدال‌ها
| رتبه           | کشور           | طلا | نقره | برنز | مجموع |
| -------------- | -------------- | --- | ---- | ---- | ----- |
| ۱              | اتریش          | ۱   | ۱    | ۰    | ۲     |
| ۲              | روسیه          | ۰   | ۰    | ۱    | ۱     |
| مجموع (۲ کشور) | مجموع (۲ کشور) | ۱   | ۱    | ۱    | ۳     |